# Richard S. Castellano
Pour les articles homonymes, voir Castellano.
Richard S. Castellano est un acteur américain né le 4 septembre 1933 dans le Bronx à New York et mort le 10 décembre 1988 à North Bergen (New Jersey).

## Biographie
Richard S. Castellano grandit dans le quartier du Bronx à New York. Il a étudié à Manhattan et au Columbia College. Jusqu'en 1961, il dirigeait une entreprise de construction dans le New Jersey avant de prendre des cours de théâtre.
Spécialisé dans les rôles d'italo-américains en surpoids, il se fait remarquer sur les planches dans le rôle d'un docker dans A View From the Bridge d'Arthur Miller en 1965. Il débute à Broadway l'année suivante dans The Investigation. Il joue également dans Lovers and Other Strangers de Renée Taylor et Joseph Bologna qui lui vaut une nomination aux Tony Awards. Il reprend son rôle de père de famille issu de la classe moyenne au cinéma deux ans plus tard et est cette fois nommé aux Oscars.
Sa plus grande gloire est de jouer le rôle du caporegime, Pete Clemenza, dans Le Parrain en 1972 dans lequel il tient la célèbre réplique « Laisse le flingue, prends les cannolis ». Son rôle n'est pas repris dans Le Parrain II car ses agents voulaient imposer certaines conditions sur les dialogues du film, ce que le réalisateur Francis Ford Coppola refusa. C'est la raison pour laquelle son personnage meurt après la fin du premier film et est seulement évoqué au début du second.
Par la suite, il tient un rôle principal dans les séries The Super et Joe and Sons, ainsi que dans le film Fort Bronx en 1980.
Il meurt d'une crise cardiaque le 10 décembre 1988.
Il serait le neveu de Paul Castellano, parrain de la famille Gambino, selon la veuve de ce dernier.

## Filmographie (partielle)
- 1963 : Love with the Proper Stranger : Extra
- 1965 : Trois chambres à Manhattan : l'américain en colère
- 1966 : A Fine Madness : Arnold
- 1966 : The Star Wagon (TV) : un cambrioleur
- 1970 : Lovers and Other Strangers : Frank Vecchio
- 1972 : Le Parrain (The Godfather) de Francis Ford Coppola : Pete Clemenza
- 1972 : The Super (série TV) : Joe Girelli (10 épisodes)
- 1973 : Incident on a Dark Street (en), téléfilm de Buzz Kulik (TV) : Frank Romeo
- 1973 : Honor Thy Father (TV) : Frank Labruzzo
- 1975 : Joe and Sons (série TV) : Joe Vitale (1975-76)
- 1980 : Fort Bronx (Night of the Juggler) de Robert Butler : Lt. Tonelli
- 1981 : Gangster Wars (en) de Richard C. Sarafian : Giuseppe "Joe the Boss" Masseria
- 1981 : Chronique des années 30 (en) ("The Gangster Chronicles") (feuilleton TV) : Giusseppe "Joe the Boss" Masseria
- 1982 : Dear Mr. Wonderful : Agent

## Nominations
- Nomination aux Oscars 1970 pour un rôle secondaire dans Lune de miel aux orties (Lovers and Other Strangers)